# Wojska aeromobilne
Wojska aeromobilne – jeden z rodzajów wojsk wchodzących w skład wojsk lądowych. Łączą w sobie dotychczasowe wojska powietrznodesantowe, desantowo-szturmowe, kawalerię powietrzną i lotnictwo wojsk lądowych.

## Charakterystyka
Wojska te posiadają największe taktyczne i operacyjne możliwości manewrowe, rajdowe i specjalne. Ich zdolności przerzutu oraz możliwość rażenia środków opancerzonych przeciwnika czynią je szczególnie predysponowanymi do szybkiego działania. Jednostki te szkolą się i walczą jako zespoły połączone wraz z pododdziałami wsparcia we współdziałaniu z lotnictwem sił powietrznych. Są zdolne do prowadzenia działań głębokich, przecięcia dróg zaopatrzenia i ewakuacji, opanowania lotnisk, niszczenia elementów dowodzenia, blokowania jednostek wzmocnienia oraz uchwycenia kluczowych obiektów terenowych.
Wojska aeromobilne mogą działać w powiązaniu z innymi rodzajami sił zbrojnych, innymi rodzajami wojsk np. wojskami zmechanizowanymi lub samodzielnie.
Duże zagrożenie siłami i środkami wojsk aeromobilnych może spowodować osłabienie sił i środków przeciwnika przez zmuszenie go do wydzielenia większych sił i środków w celu ochrony kluczowych obiektów i terenów położonych na tyłach, które są poza zasięgiem wyłącznie piechoty atakujących wojsk lądowych.
Użycie takich wojsk umożliwia dowódcom szybką reakcję na całej szerokości i głębokości ich obszaru odpowiedzialności, a zatem pomaga w przejęciu inicjatywy i uzyskaniu swobody działania. Wojska aeromobilne są również odpowiednie do pełnienia roli wysoce mobilnego odwodu.
Mogą być zorganizowane jako:
- formacja, która posiada organiczne statki powietrzne w wystarczającej ilości do podjęcia działań aeromobilnych bez potrzeby wykorzystywania dodatkowych pododdziałów lotnictwa;
- formacja, która nie posiada wystarczającej ilości własnych statków powietrznych i dlatego też wymaga wsparcia. Może to wymagać wspólnych treningów z nowo przydzielonymi statkami powietrznymi;
- formacja, która posiada własne statki powietrzne, lecz nie posiada sił desantowych i musi mieć je przydzielone do wykonania określonego zadania. Głównym przedmiotem do rozważenia w tym wypadku jest konieczność wspólnego szkolenia i treningów przed zaangażowaniem tych sił.

Możliwości wojsk aeromobilnych:
- atak z dowolnego kierunku, uderzając w cele znajdujące się w trudno dostępnym terenie, przemieszczanie się nad przeszkodami i obejście pozycji przeciwnika w celu uzyskania zaskoczenia;
- szybkie rozmieszczenie i przegrupowanie, pozwalające na szybką koncentrację sił walczących na kluczowych pozycjach. Są zdolne do szybkiego rozśrodkowania się w celu zmniejszenia podatności na oddziaływanie przeciwnika;
- umożliwiają dowódcy szybkie wzmocnienie bądź zluzowanie walczących sił na dużych odległościach;
- możliwość przeprowadzenia działań niezależnie od rozmieszczenia naziemnych dróg komunikacji.

W skład wojsk aeromobilnych wchodzą związki taktyczne, oddziały, pododdziały:
- kawalerii powietrznej
- desantowo-szturmowe
- powietrznodesantowe
- lotnictwa wojsk lądowych
- komandosów

Doraźnie tworzone są elementy ugrupowania bojowego wykonujące zadania w wymiarze powietrzno-lądowym:
- grupy desantowo-szturmowe
- zgrupowania aeromobilne

## Jednostki aeromobilne SZ RP
| Brygady | Brygady                            | Brygady    | Bataliony                        | Bataliony                        | Bataliony      |
| Oznaka  | Nazwa                              | Miejsce    | Oznaka                           | Nazwa                            | Miejsce        |
| ------- | ---------------------------------- | ---------- | -------------------------------- | -------------------------------- | -------------- |
|         | 25 Brygada Kawalerii Powietrznej   | Tomaszów   |                                  | 1 batalion kawalerii powietrznej | Leźnica Wielka |
|         | 25 Brygada Kawalerii Powietrznej   | Tomaszów   | 7 batalion kawalerii powietrznej | Tomaszów                         |                |
|         | 25 Brygada Kawalerii Powietrznej   | Tomaszów   | 1 dywizjon lotniczy              | Leźnica Wielka                   |                |
|         | 25 Brygada Kawalerii Powietrznej   | Tomaszów   | 7 dywizjon lotniczy              | Nowy Glinnik                     |                |
|         | 6 Brygada Powietrznodesantowa      | Kraków     |                                  | 6 batalion powietrznodesantowy   | Gliwice        |
|         | 6 Brygada Powietrznodesantowa      | Kraków     | 16 batalion powietrznodesantowy  | Kraków                           |                |
|         | 6 Brygada Powietrznodesantowa      | Kraków     | 18 batalion powietrznodesantowy  | Bielsko-Biała                    |                |
|         | 1 Brygada Lotnictwa Wojsk Lądowych | Inowrocław |                                  | 49 Baza Lotnicza                 | Pruszcz        |
|         | 1 Brygada Lotnictwa Wojsk Lądowych | Inowrocław | 56 Baza Lotnicza                 | Inowrocław                       |                |